# Max Kellerman
Max Kellerman (ur. 6 sierpnia 1973 w Nowym Jorku) – amerykański dziennikarz sportowy.

## Życiorys
W 1998 roku ukończył studia na Uniwersytecie Columbia. Do 2004 roku był związany z nadawanym na ESPN programem Friday Night Fights, początkowo jako analityk sportowy, następnie jako komentator. Przeszedł następnie do Fox Sports Networks, gdzie prowadził autorski program. W 2006 roku współprowadził program King of Vegas w stacji Spike TV. Kellerman pracował także dla HBO jako komentator w Boxing After Dark.
Od 2008 do 2009 prowadził radiowy program The Max Kellerman Show. W 2006 roku zagrał rolę epizodyczną w filmie Rocky Balboa, wcielając się w samego siebie.

## Życie prywatne
Żonaty z prawniczką Erin Manning. Miał brata Sama, który został w 2004 roku zamordowany. Jest ateistą, zaangażował się także w wydarzenia kulturalne organizowane przez społeczność żydowską.